# Paul Gottfried
Paul Edward Gottfried, född 1941, är en amerikansk konservativ tänkare och professor emeritus i humaniora vid Elizabethtown College i Elizabethtown, Pennsylvania. Han är docent vid Ludwig von Mises-institutet och ordförande för tankesmedjan H. L. Mencken Club. Gottfried har tysk, judisk och österrikisk bakgrund.

## Karriär
Paul Gottfried är upphovsman till flera böcker om det politiska klimatet i dagens USA, där han intar en tydlig paleokonservativ ståndpunkt. Han har skrivit böckerna After Liberalism, Multiculturalism and the Politics of Guilt och The Strange Death of Marxism, som kritiskt granskar framväxten av så kallad politisk korrekthet i västvärlden. Gottfried är en skarp kritiker av neokonservatismen, som han menar är en "farligare, ny sorts vänster".
Paul Gottfried har varit en inflytelserik konservativ tänkare i USA under drygt fyra decennier. Han har varit nära vän med viktiga politiker och intellektuella, såsom Richard Nixon, Pat Buchanan, John Lukacs, Christopher Lasch, Robert Nisbet, Murray Rothbard och Joseph Sobran. I sin självbiografiska bok Encounters skriver han om sina mellanhavanden med dessa och andra personer.
Gottfrieds texter om politik och kultur publiceras regelbundet av flera konservativa tidningar i USA, däribland The American Conservative och webbtidningen Taki's Magazine. I Europa har översättningar av Paul Gottfrieds texter varit ett återkommande innehåll i bland annat tyska Junge Freiheit och svenska Fria Tider.